# Russian Christmas Music (Reed)
Russian Christmas Music is een compositie voor harmonieorkest van de Amerikaanse componist Alfred Reed. Reed kreeg de opdracht voor het schrijven van een stuk met Russische muziek voor een concert in Denver (Colorado) in het kader van de Sovjet-Amerikaanse samenwerking aan het einde van de Tweede Wereldoorlog.
De première vond plaats op 12 december 1944 door een harmonieorkest met de beste muzikanten afkomstig uit de vijf in de regio Denver gestationeerde militaire muziekkorpsen. Het concert werd via de nationale omroep National Broadcasting Company (NBC) in de hele Verenigde Staten uitgezonden.
Het werk werd op cd opgenomen door o.a. het Otonowa Wind Symphonic Orchestra en het Tokyo Kosei Wind Orchestra, beide onder leiding van Alfred Reed als gastdirigent.